# سايمون تشاندلر
سايمون تشاندلر (بالإنجليزية: Simon Chandler)‏ هو ممثل بريطاني، ولد في 1953 بإنجلترا في المملكة المتحدة.

## أعمال

### أفلام
- (1978) سيد الخواتم
- (1982) فيكتور فيكتوريا
- (1997) سبايس ورلد[3]
- (2006)  قصة قاتل
- (2010) خطاب الملك[4]
- (2011) المرأة الحديدية[5]
- (2014) السيد تيرنر[6][7]

### مسلسلات
- التاج

## وصلات خارجية
- سايمون تشاندلر على موقع IMDb (الإنجليزية)
- سايمون تشاندلر على موقع قاعدة بيانات الأفلام العربية
- سايمون تشاندلر على موقع ألو سيني (الفرنسية)
- سايمون تشاندلر على موقع أول موفي (الإنجليزية)
- سايمون تشاندلر على موقع قاعدة بيانات الأفلام السويدية (السويدية)
- سايمون تشاندلر على موقع قاعدة بيانات الفيلم (الإنجليزية)
- سايمون تشاندلر على موقع كينوبويسك (الروسية)